# Kellaways
Kellaways är en by i civil parish Langley Burrell Without, i distriktet Wiltshire, i grevskapet Wiltshire, i England. Byn är belägen 4 km från Chippenham. Kellaways var en civil parish 1895–1934 när blev den en del av Langley Burrell Without. Civil parish hade 37 invånare år 1931. Byn nämndes i Domedagsboken (Domesday Book) år 1086, och kallades då Terintone.